# 日本医療研究開発機構
国立研究開発法人日本医療研究開発機構（にほんいりょうけんきゅうかいはつきこう、Japan Agency for Medical Research and Development）は、内閣府所管の国立研究開発法人。略称は、AMED（エーメド、エーメッド）。

## 概要
医療分野の研究開発の基礎から実用化までの一貫した推進体制の構築、成果の円滑な実用化に向けた体制の充実、研究開発の環境整備を総合的に行うことを目的としている。また、これまで進んでいなかった産学など各機関の連携や治験や創薬などの実用化に力を入れるとされる。
本部は東京都千代田区に存在し、理事長は三島良直が務める。

## 経緯

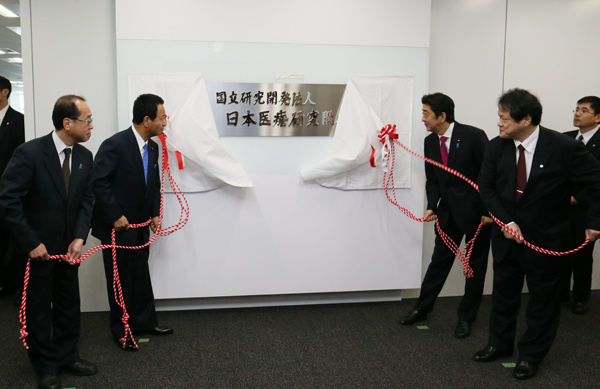
日本医療研究開発機構設立式典にて看板を除幕する日本医療研究開発機構理事長末松誠（右端）、内閣総理大臣安倍晋三（右から2人目）、内閣府特命担当大臣（経済財政政策担当）甘利明（左から2人目）、内閣総理大臣補佐官（国土強靱化及び復興等の社会資本整備、地方創生並びに健康・医療に関する成長戦略担当）和泉洋人（左端）（2015年4月3日、読売新聞ビルにて）

日本医療研究開発機構は2013年6月に閣議決定した「日本再興戦略」で検討が開始された。医療分野ではこれまで研究開発を文部科学省、厚生労働省、経済産業省がバラバラに支援し基礎研究から実用化までの一貫体勢が存在せず、臨床研究や治験のための研究体制にも不備が存在し、医薬品開発は盛んであるが日本の医薬品・医療機器の貿易赤字額は拡大傾向にあった。これらの問題の解決のため、医療分野の研究開発を総合的に推進する司令塔機能として日本医療研究開発機構が設立されることとなった。設置法は世界最高水準の医療の提供に資する研究開発等で健康長寿社会の形成に資することを目的にしている。
発足に先立ち、2013年6月10日に日本生化学会、日本分子生物学会、日本免疫学会、日本癌学会、日本神経科学学会、日本細胞生物学会、日本ウイルス学会は連名で基礎研究予算の縮小につながる恐れがあるとの懸念を表明した。
2015年4月1日に発足、発足時には安倍晋三首相も立会い除幕を行った。

## 事業
医薬品創出、医療機器開発、革新的医療技術創出、再生医療、ゲノム医療、がん、臨床研究の拠点作り、認知症、感染症などのプロジェクトを行っている。子供の未診断疾患の治療法開発などにも取り組んでいる。また感染症実用化研究事業（新興・再興感染症に対する革新的医薬品等開発推進研究事業）に伴う、国内未発売の抗寄生虫薬・熱帯病治療薬の備蓄・無償提供の拠点となっている。
2016年にはアメリカ合衆国の国立衛生研究所(NIH)と協力の覚書を結び、ワシントンD.C.、ロンドン、シンガポールなどに海外拠点を作ることを発表した。2016年2月21日には感染症研究国際展開戦略プロジェクト（J-GRID）として新潟大学医学部がミャンマーのヤンゴンに研究拠点を設けることになった。
2017年に創設された日本医療研究開発大賞に、日本医療研究開発機構（AMED）理事長賞を授与している。

## 発足後に報道されている懸念
・新型コロナウイルスのパンデミック発生時において、最大のワクチン開発予算である約100億円を、数十人の社員からなるベンチャー企業アンジェス社に交付した。しかし、アンジェス社はワクチン開発から事実上すぐに撤退している。アンジェス社の社員の平均年齢は60歳に近い。アンジェス社の創業者である森下竜一については、元総理大臣（故人）との関係も取り沙汰されている。
・小保方晴子とSTAP細胞を追及したことで大宅壮一ノンフィクション賞と科学ジャーナリスト大賞を受賞した須田桃子は、書籍「誰が科学を殺すのか」の出版を記念して2019年12月20日に開催された毎日新聞のイベントにおいて、これまでの取材を通じて最も驚きや怒りを感じたことは内閣府主導の巨大プロジェクトのずさんさだと述べている。

## 註
1. ↑  “機構概要”.   日本医療研究開発機構. 2024年1月7日閲覧。
2. ↑  “機構概要 名称”.   日本医療研究開発機構. 2015年4月6日時点のオリジナルよりアーカイブ。2016年10月2日閲覧。
3. ↑  “機構の紹介”.   日本医療研究開発機構. 2016年3月5日閲覧。
4. ↑  “医療研究を成長戦略に、司令塔「医療研究開発機構」発足”.   朝日新聞 (2015年4月2日). 2016年3月5日閲覧。
5. 1 2 3  “日本医療研究開発機構、約300人体制で発足”.   m3.com (2015年4月4日). 2016年3月5日閲覧。
6. 1 2 3  “健康・医療戦略推進法案及び独立行政法人日本医療研究開発機構法案の概要”.   首相官邸. 2016年3月5日閲覧。
7. ↑  第３回　健康・医療戦略参与会合　議事次第
8. ↑  日本版ＮＩＨ創設で学会が声明／基礎研究縮小の懸念
9. ↑  健康医療分野における研究助成のあり方について（緊急声明）
10. ↑  “日本医療研究開発機構の発足式”.   時事ドットコム (2015年4月3日). 2016年3月5日閲覧。
11. ↑  “始動・医療新戦略（中）多彩な人材、独自治療を探る”.   yomiDr. (2015年7月7日). 2016年3月5日閲覧。
12. ↑  “未診断疾患 : 研究を促進　全国の医療機関”.   毎日新聞 (2015年7月23日). 2016年3月5日閲覧。
13. ↑  “医療研究機構、米機関と共同研究　16年度に初の海外拠点”.   日本経済新聞 (2016年1月12日). 2016年3月5日閲覧。
14. ↑  “新潟大医学部、ミャンマーに拠点”.   新潟日報 (2016年2月22日). 2016年3月5日閲覧。
15. 1 2  “「薬の認可は政治力のおかげ？」「安倍政権に救われた」「開発失敗しても75億円返さなくていい」…大阪万博を仕切る教授が操る「国民もビックリするしかない国のデタラメなカラクリ」（現代ビジネス）”. Yahoo!ニュース. 2023年8月15日閲覧。
16. ↑  “アンジェス　基本情報”. 日本経済新聞 電子版. 2023年6月27日閲覧。
17. ↑  “毎日メディアカフェ：日本の科学分野 研究力衰退語る 毎日新聞３記者 ／東京”. 毎日新聞. 2023年8月15日閲覧。
18. ↑  “毎日メディアカフェ - 毎日メディアカフェの記者報告会「『誰が科学を殺すのか』の舞台裏」が12月13日、毎日ホールで開...”. www.facebook.com. 2023年8月15日閲覧。